# 요코이 유타카

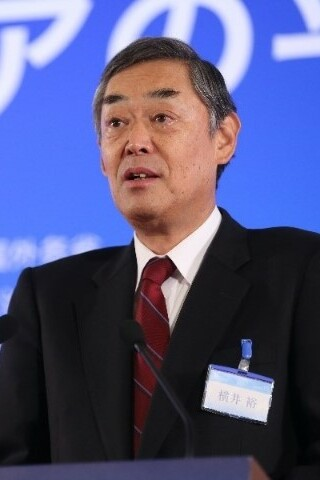
요코이 유타카(2019년)

요코이 유타카(일본어: 横井 裕, 1955년 1월 10일 ~ )는 일본의 외교관이다. 주중화인민공화국 공사, 외무성 외무보도관 등을 거쳐 2013년 8월 20일부터 2016년까지 주터키 특명전권대사, 2016년부터 2020년까지 주중화인민공화국 특명전권대사 등을 역임했다.

## 인물
도야마현 도야마시 출신으로 도야마 현립 도야마추부 고등학교를 졸업했고 1978년 10월 외무공무원 채용 시험에 합격, 이듬해인 1979년에는 도쿄 대학 교양학부 교양학과를 졸업해 외무성에 입성하여 공직 생활을 시작했다. 중국어 연수를 받은 ‘차이나 스쿨’ 출신이며 하버드 대학교에서 석사 과정을 수료했다.

## 주요 경력
- 1983년 6월 : 주중화인민공화국 일본대사관 2등 서기관(경제)
- 1990년 2월 : 외무성 경제협력국 무상자금협력과 수석사무관
- 1992년 7월 : 외무성 북미국 안전보장과 수석사무관
- 1993년 12월 : 주미국 일본대사관 1등 서기관(정무)
- 1996년 1월 : 주미국 일본대사관 참사관
- 1996년 6월 : 주중화인민공화국 일본대사관 참사관(정치부장)
- 1998년 9월 : 외무성 경제협력국 유상자금협력과장
- 2000년 8월 : 외무성 아시아국 중국과장
- 2002년 4월 : 외무성 경제협력국 정책과장
- 2003년 8월 : 주말레이시아 일본대사관 공사
- 2006년 8월 : 주미국 일본대사관 공사(경제부장)
- 2008년 6월 : 주상하이 일본총영사관 총영사
- 2010년 8월 : 주중화인민공화국 일본대사관 공사(특명전권공사)
- 2011년 9월 : 외무성 외무보도관
- 2012년 8월 : 외무성 외무보도관(홍보 문화 조직 총괄)
- 2013년 6월 : 외무성 대신관방부
- 2013년 8월 : 주터키 특명전권대사[4]
- 2016년 3월 : 주중화인민공화국 특명전권대사( ~ 2020년 11월)
- 2020년 : 정년 퇴임
- 2021년 : 베이징시 안리파트너스 특별고문[5], 도요 잉크 SC 홀딩스 이사[6]

## 입사 동기
- 히라마쓰 겐지 - 2015년에 주인도 특명전권대사로 부임
- 이하라 준이치 - 2015년에 주제네바 일본정부대표부 특명전권대사로 부임